# Пытки заключённых в тюрьме Абу-Грейб

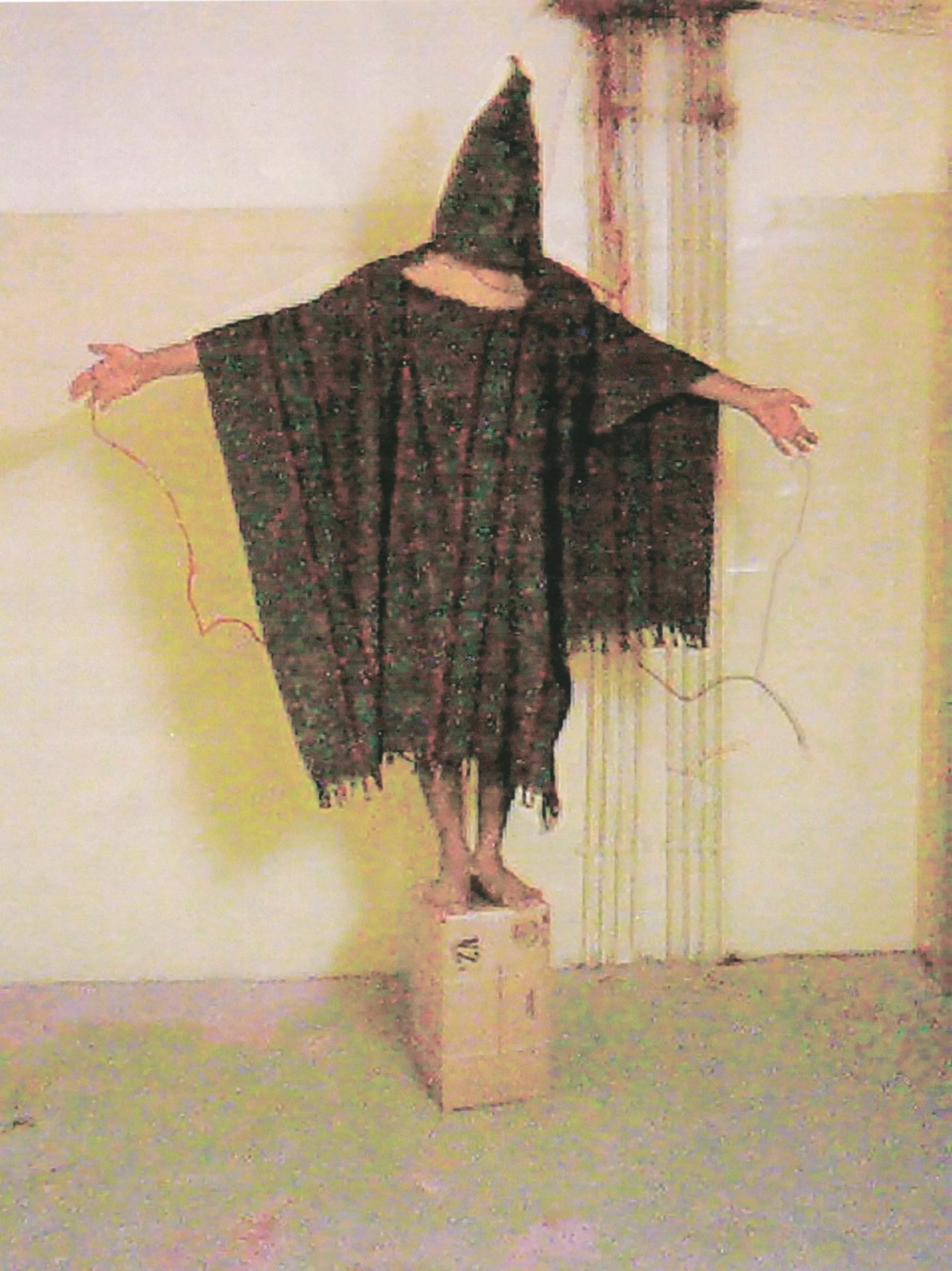
Пытка неудобной позой: заключённого ставят на узкий ящик, к его рукам и половым органам крепят контакты электропроводов. При любых движениях или падении с ящика его поражает электроток

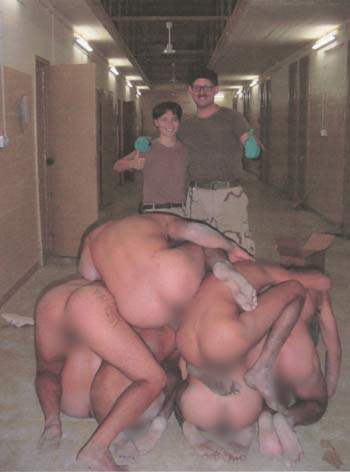
Американские военнослужащие позируют на фоне «пирамиды» из голых заключённых

Пытки заключённых в тюрьме Абу-Грейб, совершавшиеся американскими солдатами и наёмниками ЧВК, включали в себя изнасилования, избиения и другие издевательства.
В апреле 2004 года американский канал «CBS» показал сюжет о пытках над заключёнными тюрьмы, что вызвало громкий международный скандал. Сообщения о пытках были встречены возмущением в Ираке. Представители Временного управляющего совета Ирака назвали пытки «ненавистной практикой, направленной на унижение человеческого достоинства иракцев».
Согласно показаниям ряда заключённых, американские солдаты насиловали их, ездили на них верхом, заставляли вылавливать еду из тюремных туалетов. В частности, заключённые рассказали: «Они заставляли нас ходить на четвереньках, как собак, и тявкать. Мы должны были гавкать, как собаки, а если ты не гавкал, то тебя били по лицу без всякой жалости. После этого они нас бросали в камерах, забирали матрасы, разливали на полу воду и заставляли спать в этой жиже, не снимая капюшонов с головы. И постоянно всё это фотографировали», «один американец сказал, что изнасилует меня. Он нарисовал женщину у меня на спине и заставил встать меня в постыдную позицию, держать в руках собственную мошонку».
В феврале 2005 года агентство «Associated Press», ссылаясь на отчёты из тюрьмы, заявило, что один из пленников погиб от пыток в процессе допроса специалистами ЦРУ. Впервые фотография погибшего Манаделя аль-Джамади со стянутыми за спиной запястьями, на фоне которого позируют улыбающиеся американские военнослужащие Чарльз Грейнер и Сабрина Харман, была обнародована в ноябре 2004 года. Однако с того момента представители армии и спецслужб США утверждали, что тот покончил с собой, не раскрывая при этом подробностей. В материале Associated Press говорилось, что заключённый погиб после того, как его подвесили за связанные за спиной руки. По заключению военного патологоанатома, он умер от удушья, вызванного давлением на грудь.

## Обвинения в адрес командования

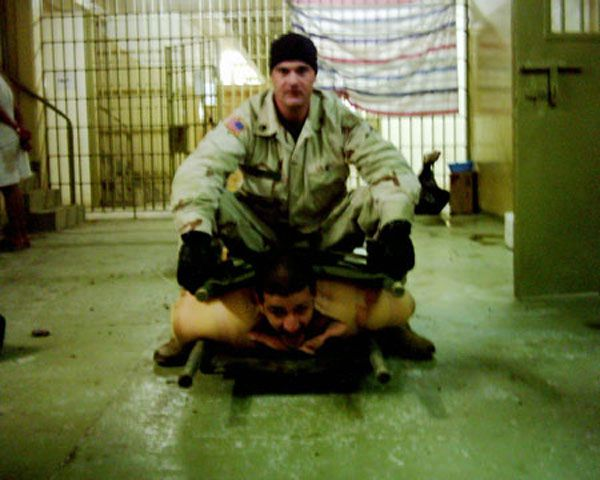
Американский солдат сидит на заключённом, зажатом между двумя носилками

Американские правозащитники заявили, что пытки были санкционированы высшим командованием. В 2005 году правозащитная организация «Американский союз за гражданские свободы» обнародовала служебную записку бывшего командующего коалиционными силами в Ираке генерала Рикардо Санчеса от 14 сентября 2003 года. В документе генерал разрешал использование некоторых методов допроса, которые, по мнению юристов Американского союза гражданских свобод, нарушали Женевские конвенции.
Журнал New Yorker в мае 2004 года обвинил министра обороны США Дональда Рамсфелда в том, что тот санкционировал пытки заключённых, чтобы быстрее получить от них разведданные. Кеннет Рот, исполнительный директор организации Human Rights Watch, отметил: «США утратили моральное преимущество и опустили планку международных правил, которые призваны защитить американских солдат в конфликтах». Пентагон, в свою очередь, заявил следующее: «Ни один ответственный сотрудник министерства обороны не одобрял программы, которая могла бы привести к таким издевательствам, которые мы видели на недавно опубликованных видеозаписях и фотографиях».
На судебном процессе в январе 2005 года адвокат одного из обвиняемых — военного специалиста Чарльза Грэнера заявил: «Он выполнял свою работу. Следовал приказам и заслужил похвалу за это». По словам адвоката, в том, что заключённых водили на поводке и заставляли голыми собираться в «пирамиды», не было ничего предосудительного. Сам обвиняемый шутил во время процесса, заявив: «Что бы ни произошло, я думаю, всё кончится на положительной ноте, и я сохраню улыбку на лице».

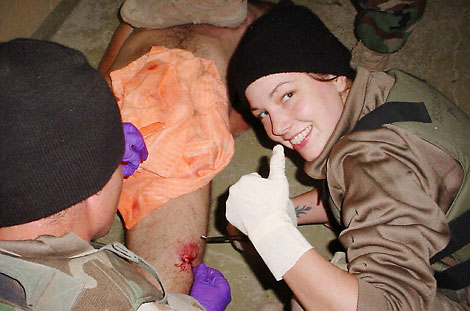
Сабрина Харман позирует на фоне заключённого, затравленного собакой

В докладе Тагубы — служебном отчёте, подготовленном генералом Антонио Тагубой, говорилось, что создание таких условий содержания было требованием военной разведки и других федеральных органов.
Существует версия, согласно которой массовые пытки применялись не только с целью получения разведданных, но и с целью оказания давления на иракское общество, в качестве государственного террора.

## Фотографии

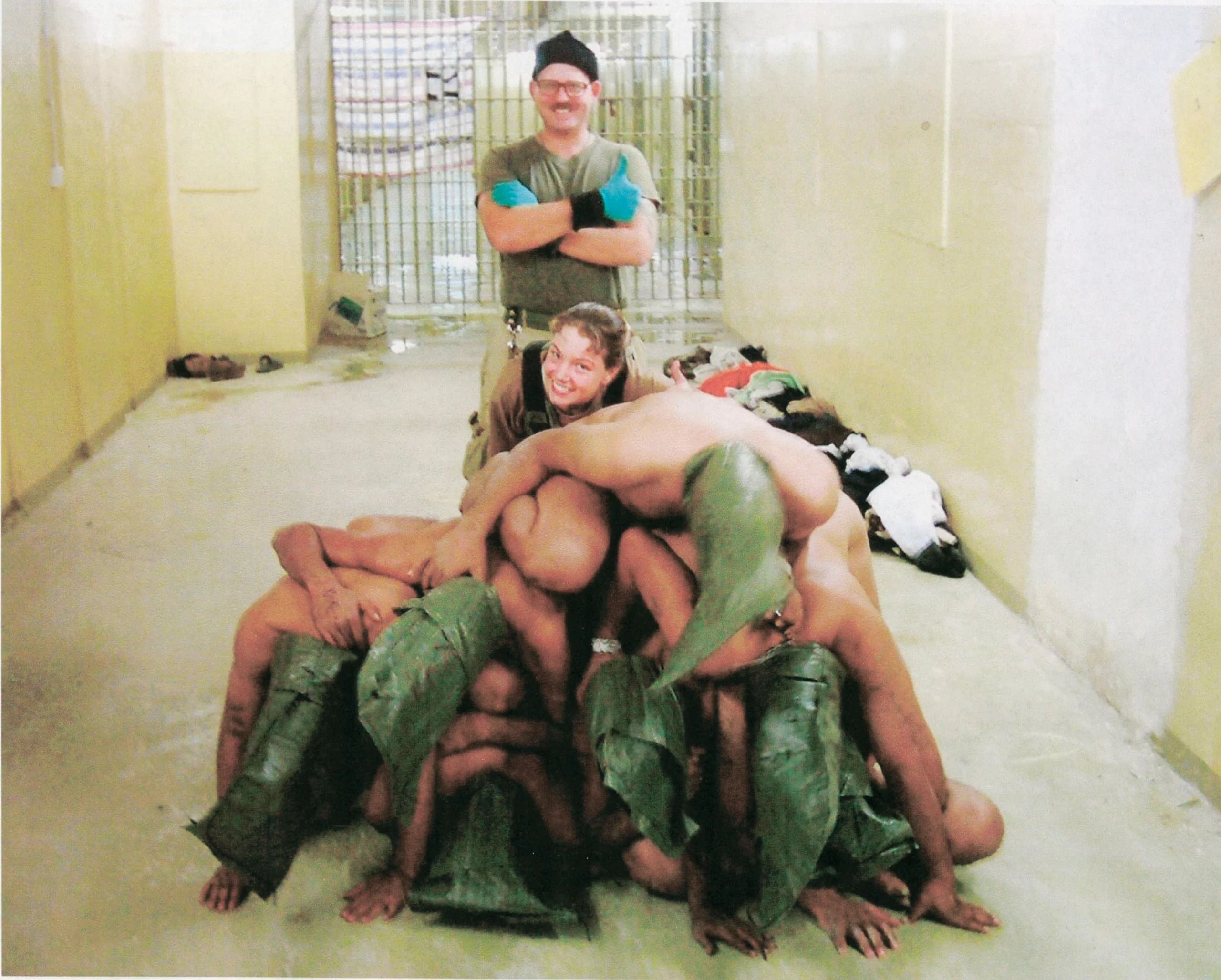
Военнослужащие Сабрина Харман и Чарльз Грейнер позируют на фоне голых заключённых

Во время истязаний заключённых американские военнослужащие делали фотоснимки, позируя на фоне своих жертв.
Как отмечалось в «The New York Times Magazine», философ Сьюзен Зонтаг считала, что фотографии из тюрьмы являются типичным выражением американской поп-культуры с её брутализированной жестокой порнографией, садистскими кинофильмами и видеоиграми, модой документировать и выставлять на всеобщее обозрение свою жизнь. Она писала, что эти фотографии представляют собой «истинную натуру и сердце Америки». Зонтаг говорила: «Теперь солдаты позируют, выставив вверх большой палец, оставляя свидетельства о собственных зверствах, и посылают эти снимки своим друзьям и знакомым. Теперь человека приглашают на телешоу, чтобы он поделился с широкой публикой секретами частной жизни, которые в былые времена принято было хранить за семью печатями и скрывать любой ценой. Что на самом деле иллюстрируют эти фотографии, так это культуру, в которой мы живём, — культуру бесстыдства, замешанную на восхищении ничем не прикрытой, неизвиняющейся жестокостью».
Член Комитета ООН против пыток Оле Ведел Расмуссен говорил, что глубоко шокирован фотографиями. По его словам, он не берётся «представить себе психические страдания иракских пленных, сексуально униженных американскими женщинами», «то, что с ними случилось — хуже, чем смерть: это унижение будет их преследовать всю жизнь». США, по мнению Комитета, нарушили сразу несколько статей Международной конвенции против пыток.
Спецдокладчик ООН по проблеме внесудебных расправ Асма Джахангир отметила, что публикация фотографий «нарушила табу вокруг того, что делают страны, взявшиеся нести демократию другим странам».

## Суды

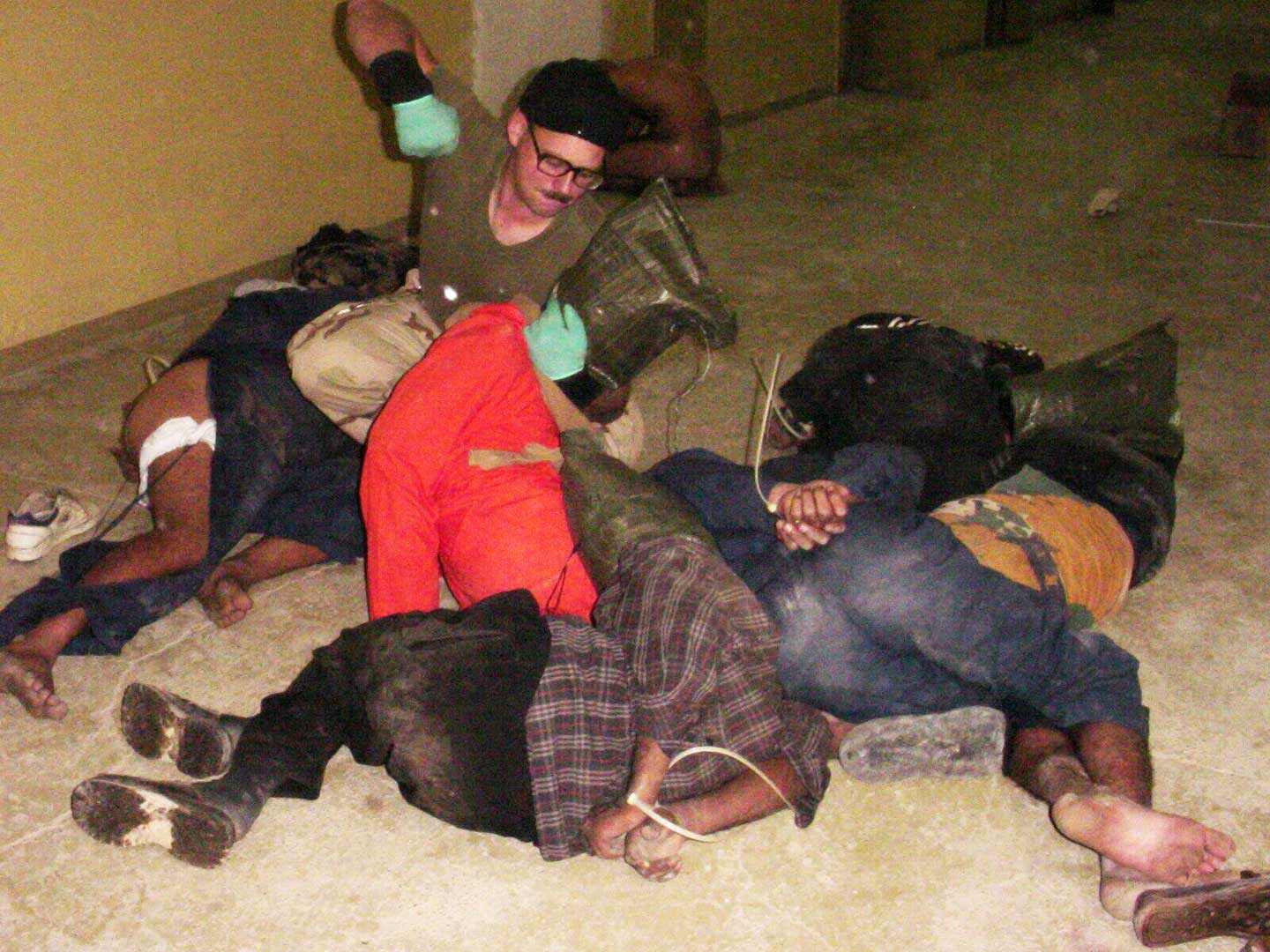
Американский военнослужащий Чарльз Грейнер избивает связанных заключённых

С 2004 года по август 2007 года военный трибунал рассмотрел более 11 дел американских охранников, восемь из них получили тюремный срок. Бывший комендант Абу-Грейб Дженис Карпински была понижена в звании с бригадного генерала до полковника, полковник Томас Паппас, возглавлявший отдел военной разведки в тюрьме, был уволен и оштрафован на $ 8 тыс. Сабрина Харман получила шесть месяцев тюрьмы. Чарльз Грейнер был приговорён 15 января 2005 года к 10 годам заключения. Старший сержант Эйван Фредерик был приговорён к восьми годам заключения, возмещению ущерба, увольнению со службы и лишению всех званий. Сержант Джавал Дэвис получил шесть месяцев тюрьмы. Джереми Сивитс — один год. Эрмин Круз приговорён к восьми месяцам, Роман Крол — 10 месяцам. Линди Ингланд — три года заключения. Сержант Сантос Кордона получил 90 дней принудительных работ. Мишель Смит — 179 дней заключения.
В работе юридической комиссии принимал активное участие психолог и организатор Стэнфордского тюремного эксперимента Филипп Зимбардо, который очень заинтересовался подробностями этой истории. Его обеспокоило, что усилия официальных военных и правительства были направлены на обвинение в злоупотреблениях нескольких «паршивых овец», вместо того чтобы признать это системными проблемами официально установленной военной системы исполнения наказания.
В конце концов Зимбардо оказался в команде юристов, что защищала одного из надзирателей тюрьмы штаб-сержанта Айвена «Чип» Фредерика. Зимбардо имел доступ ко всем следственным документам и документам с ограниченным доступом, а также свидетельствовал как свидетель-эксперт на военном трибунале Фредерика, который был приговорён к восьми годам заключения (октябрь 2004).
Зимбардо использовал свой опыт в деле Фредерика при написании книги «Эффект Люцифера: Осмысление преобразования добрых людей в злых», в которой предполагает, что между Стэнфордским экспериментом и злоупотреблениями в Абу-Грейбе есть много общего.
В 2013 году компания Engility Holdings Inc., чья дочерняя компания обеспечивала услуги переводчиков, участвовавших в допросах, заключила мировое соглашение с 71 пострадавшим иракским заключённым, по которому обязалась выплатить им 5,28 млн. долларов в возмещение ущерба.